# Farman A6
Farman A6 är en personbil, tillverkad av den franska biltillverkaren Farman mellan 1920 och 1927. Den vidareutvecklade Farman NF tillverkades sedan fram till 1931

## Farman A6
Bröderna Henri och Maurice Farman var pionjärer inom fransk motorsport  och flygplanstillverkning. Under första världskriget tillverkade Farman stridsflygplan till de allierades krigsinsats men efter kriget minskade efterfrågan på dessa markant. Likt Gabriel Voisin bestämde sig bröderna Farman för att komplettera med biltillverkning. De satsade på en lyxbil av högsta kvalitet för att konkurrera med de bästa, såsom Delage och Hispano-Suiza.
På bilsalongen i Paris 1919 presenterades den nya Farman A6. Bilens chassi var konventionellt med stela hjulaxlar upphängda i bladfjädrar, halvelliptiska fram och kantileverfjädring bak. Farman var dock tidigt ute med fyrhjulsbromsar. Den sexcylindriga motorn hade överliggande kamaxel, dubbeltändning och motorblock i gjutjärn. Bilen marknadsfördes med följande slogan: "En bil rullar, Farman glider". 1922 infördes motorblock i aluminiumlegering med stålfodrade cylindrar med modellen A6B. 

## Farman NF

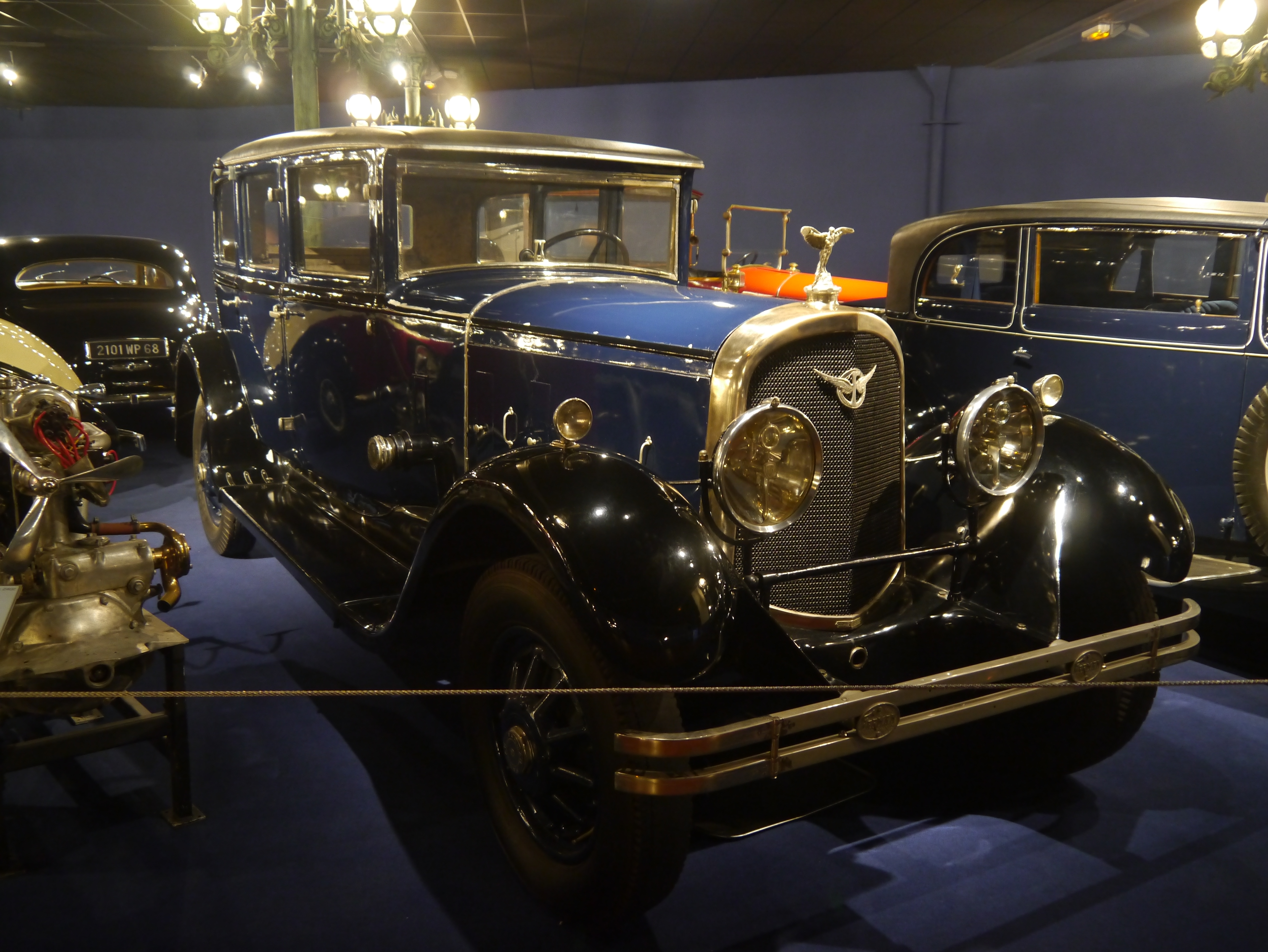
Farman NF 1928

1927 presenterades den uppdaterade Farman NF. Den nya modellen hade fått en större motor för att hänga med i konkurrensen. Dessutom ändrades hjulupphängningen, där de längsgående bladfjädrarna kompletterats med tvärgående bladfjädrar och en komplicerad uppsättning länkarmar för att stabilisera axlarna. De sista tillverkade bilarna, kallade NF2, hade ytterligare större motor på 7,5 liter.
Farmans dyra lyxbilar hade aldrig sålts i några större volymer och efter Wall Street-kraschen och den efterföljande ekonomiska depressionen sjönk efterfrågan ytterligare. 1931 upphörde Farman med sin biltillverkning. Flygplanstillverkningen i Avions Farman fortsatte fram till 1937 då företaget, tillsammans med den övriga franska flygindustrin förstatligades som ett svar på den tyska upprustningen.
Farman tillverkade runt 120 bilar på 12 år. Av dessa har fyra stycken bevarats, varav två finns på bilmuseet Cité de l'Automobile i Mulhouse.

## Motor
| Modell | Motor               | Cylindervolym | Effekt | Bränslesystem    |
| ------ | ------------------- | ------------- | ------ | ---------------- |
| A6     | 6-cyl radmotor SOHC | 6594 cm³      | 106 hk | Dubbla förgasare |
| NF     | 6-cyl radmotor SOHC | 7065 cm³      | 130 hk | Dubbla förgasare |